# Scherpe oogvlekkenziekte
Scherpe oogvlekkenziekte is een plantenparasitaire schimmelziekte, maar komt ook voor als saprofyt. De ongeslachtelijke fase wordt Rhizoctonia cerealis genoemd en de geslachtelijke fase Ceratobasidium cereale. Waardplanten zijn granen waaronder gewone tarwe en grassen. Op een voedingsbodem wordt vaak de ongeslachtelijke vorm verkregen.
Bij granen treden onregelmatige tot langwerpige, ovale, scherp begrensde vlekken op de onderste stengeldelen op. De ziekte is moeilijk te onderscheiden van de oogvlekkenziekte.
De witte tot lichtgrijze basidiocarpen (vruchtlichamen) zijn tot 50 µm dik en als een film (uitvloeiend) of webachtig verspreid over het substraat. De dunwandige schimmeldraden zijn in het subhymenium enkel gesepteerd en 3 tot 6 µm dik en in het subiculum 5 tot 8 µm dik. In het subiculum zijn de bleekgele, dikwandige schimmeldraden vaak parallel gerangschikt. De basidia zijn 12–18 × 8–11 µm groot met vier 9 tot 4 µm lange sterigmata. De gladde, dun- tot iets dikwandige basidiosporen zijn 6–8 × 4,5–5,5 tot 7–10 × 5–6 µm groot. Soms worden lichtbruine, 0,5 tot 3 mm grote sclerotia gevormd.

## Taxonomie
Corticium cornigerum is in 1922 voor het eerst beschreven door de mycoloog Hubert Bourdot, die de schimmel aantrof op dode stengels van aardpeer. De Amerikaanse mycoloog Donald Philip Rogers bracht in 1935 de soort over naar het geslacht Ceratobasidium.

### Anastomose groepen (AG's)
Ceratobasidium cornigerum is een van de soorten, waarvan de ongeslachtelijke fase genoemd wordt als "binucleate rhizoctonias". Deze binucleate (tweekernige) rhizoctonias worden opgesplitst in genetisch te onderscheiden "Anastomose Groepen" (AG's), die oorspronkelijk gebaseerd werden op de testen van de anastomose bij schimmeldraden en die later ondersteund werden door de analyse van DNA-sequencing. Ten minste zes van deze groepen worden onderscheiden, AG-A, AG-B(o), AG-C, AG-D, AG-P en AG-Q en gekoppeld aan Ceratobasidium cornigerum. Daarom wordt het als een variabele soort (bestaande uit ten minste zes genetisch verschillende populaties) of als een soortencomplex met morfologisch gelijkende soorten beschouwd. In dit laatste geval is het niet duidelijk of deze AG's (zo nodig) de originele naam C. cornigerum zouden moeten dragen.

### Synoniemen of soortencomplex vanCeratobasidium cornigerum
De volgende taxa behoren tot het soortencomplex Ceratobasidium cornigerum en worden als synoniemen of als nauw verwante maar aparte soorten beschouwd:
- Ceratobasidium ramicola = AG-A (inclusief Rhizoctonia candida, R. endophytica, en R. fragariae).[7] Tot deze groep behoren gewasschimmelziekten en mycorrhiza's op orchideeën.[1][6]
- Ceratobasidium cereale = AG-D (inclusief Ceratobasidium gramineum).[8] Tot deze groep behoren graan- en grassenschimmelziekten.[1][6]
- Ceratobasidium ochroleucum (= Corticium stevensii), Ceratobasidium lantanae-camarae, Corticium pervagum, Corticium invisum en AG-P zijn allemaal tropische of subtropische ziekteverwekkers.[1]

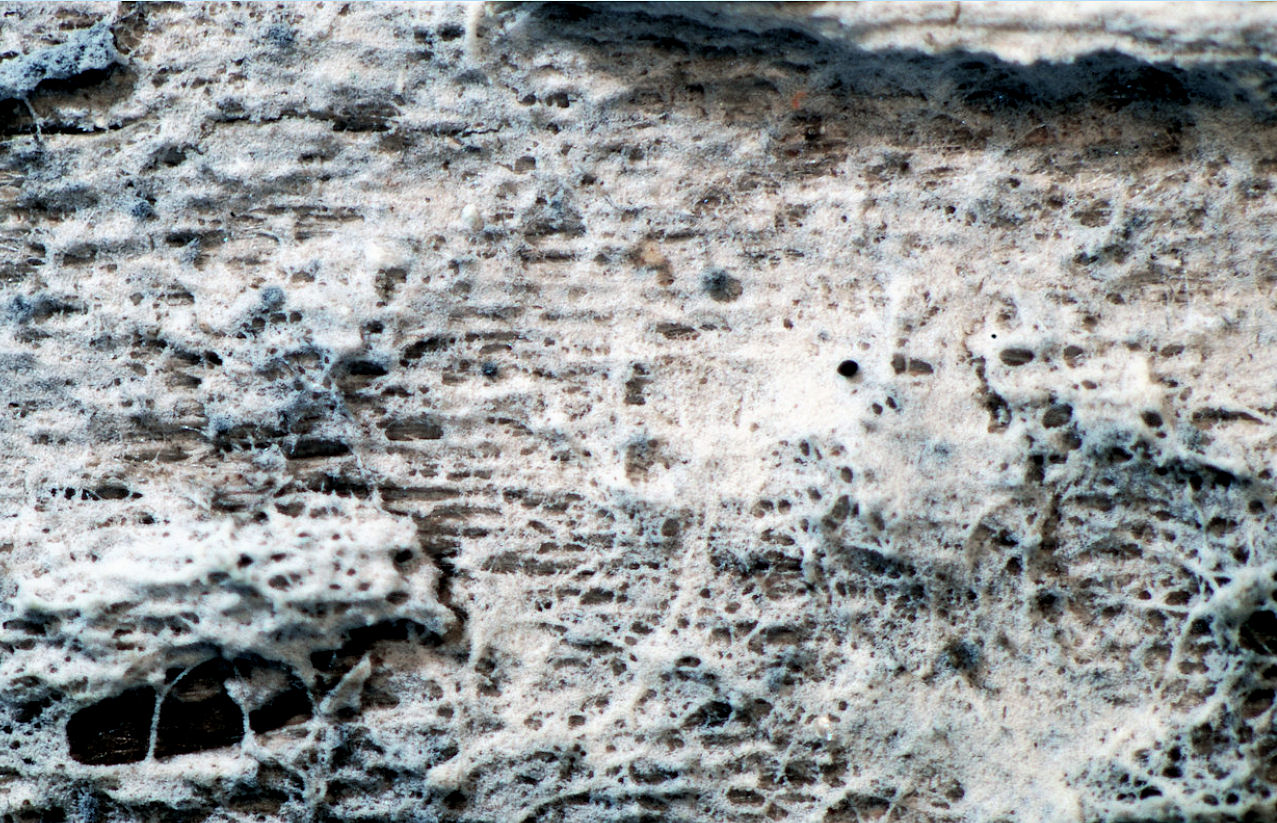
Hymenofoor
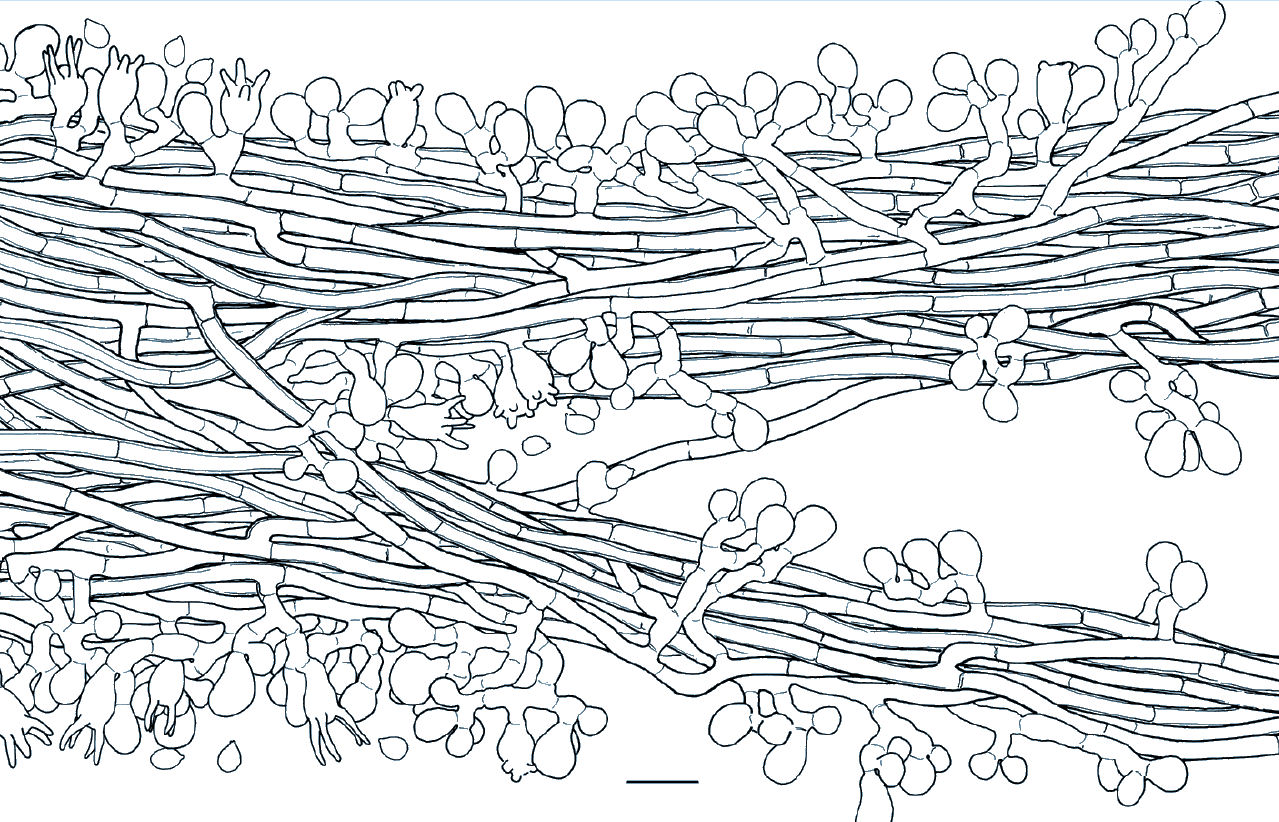
Basidia
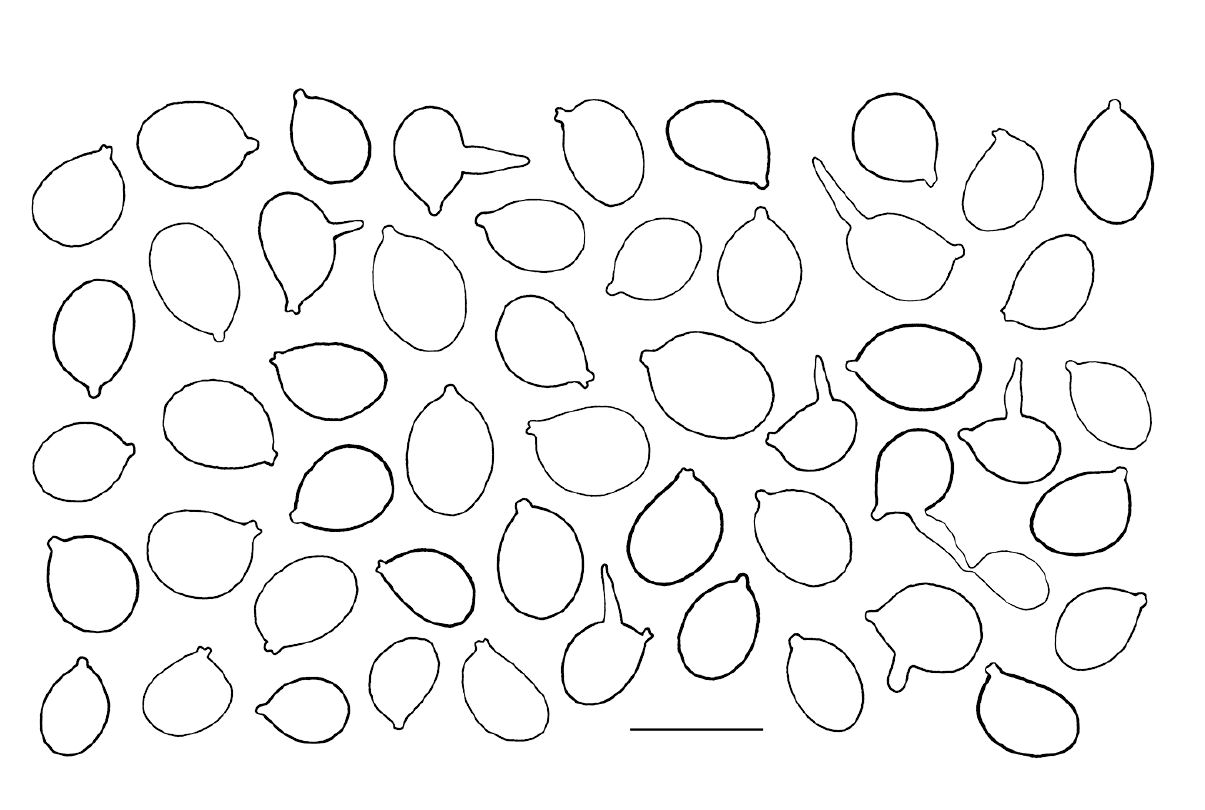
Basidiosporen